# 克羅馬儂人

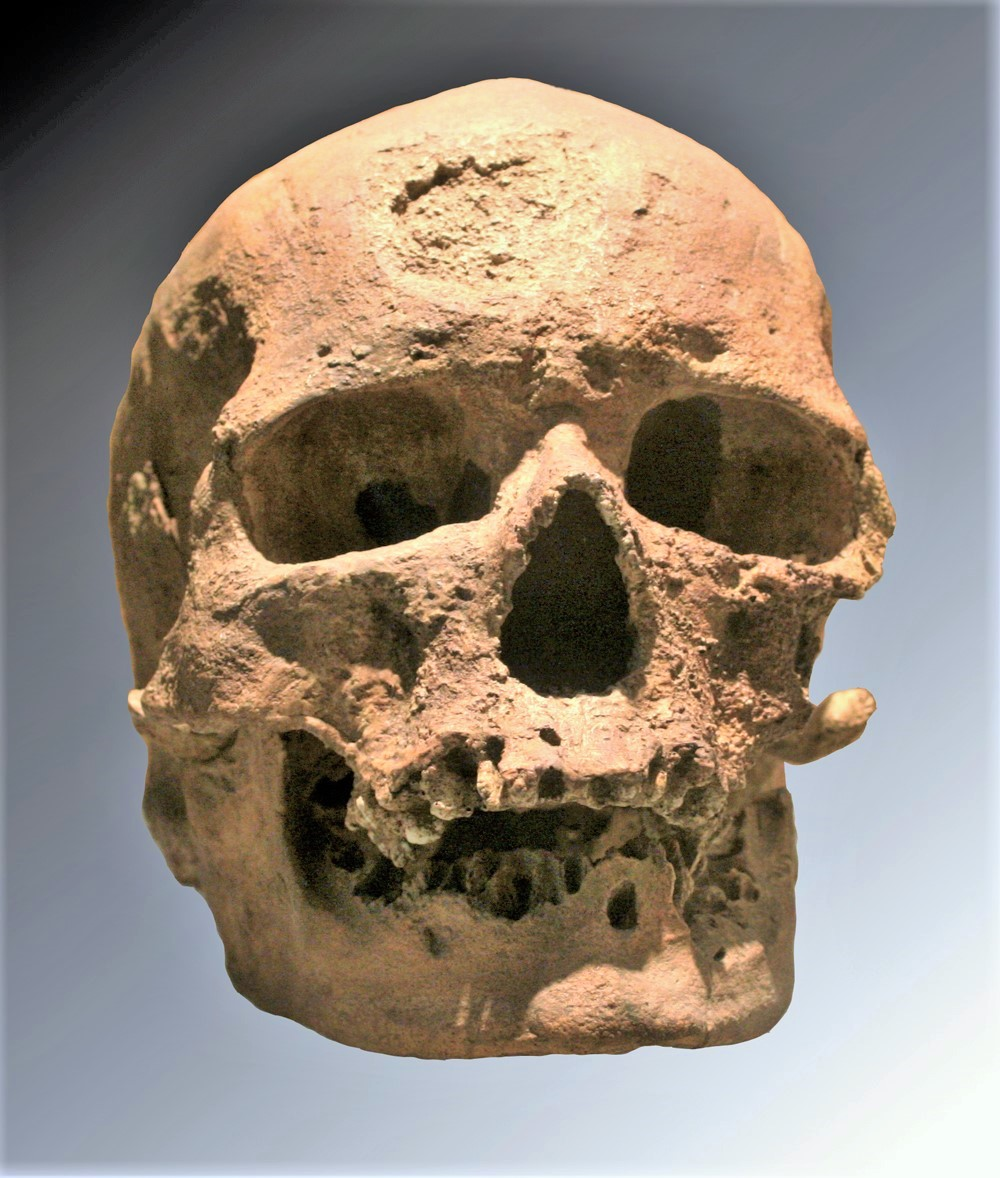
一個克羅馬儂人的頭骨。

克羅馬儂人（Cro-Magnon），或譯克羅馬努人、克洛曼儂人或克魯麥農人等，是歐洲舊石器時代晚期的早期現代人群體。
1868年，在法國西南部多爾多涅省萊塞濟德塔亞克-錫勒伊鎮附近Cro-Magnon的一個淺洞穴中，發現一些古老的人類骨骼。法國地質學家 Édouard Lartet 對該洞穴進行調查，發現五個考古層；最上層發現的人類骨骼被證明距當時有10,000至35,000年的歷史。這些骨骼所屬的史前人類被稱為克羅馬努人，與尼安德特人（學名：Homo neanderthalensis）一起被認為是史前人類的代表。現代研究顯示克羅馬努人的出現年代甚至更早。 根據遺傳學研究，克羅馬儂人可能源自非洲東部，擴散至南亞、中亞、中東，北非，還有歐洲。
克羅馬努人體格健壯，體力強大；據推測大多個體身高約落在166公分至171公分之間。他們的身體普遍沉重而堅固，且肌肉發達。他們的額頭筆直，眉骨微翹，臉型短而寬。克羅馬努人擁有突出的下頷。他們的大腦容量約1,600立方公分，略大於現代人類的平均容量。
他們製作出各種複雜的工具，例如經修飾過的刀片、刮刀、鑿子狀工具、精細的骨器（參見奧瑞納文化）等。
克羅馬努人的住所最常見於由岩石懸垂形成的洞穴中，儘管也發現原始的小屋，無論是靠岩壁的單坡屋頂，還是完全由石頭建造的小屋。岩棚被全年使用。
與尼安德塔人一樣，克羅馬努人也埋葬死去的同類。
克羅馬努人製作人類和動物造型的小型雕刻物和浮雕。人類造型雕塑經常描繪大乳房、寬臀的成年女性。 在拉斯科洞窟、萊塞濟德塔亞克-錫勒伊、阿爾塔米拉洞等處的克羅馬努人洞穴壁畫中，發現大量以動物為主題的繪畫，其中一些極其生動；由其精細程度推測，創作者可能經過許多練習和嘗試。
目前的考古證據等難以據以推斷克羅馬努人持續存在時間的長度，以及他們的完整遭遇。